# Chapelle Saint-Éloi de Vred
Pour les articles homonymes, voir Chapelle Saint-Éloi.
 (mai 2024).
Si vous disposez d'ouvrages ou d'articles de référence ou si vous connaissez des sites web de qualité traitant du thème abordé ici, merci de compléter l'article en donnant les références utiles à sa vérifiabilité et en les liant à la section « Notes et références ».
La chapelle Saint-Éloi est une chapelle catholique située à Vred, en France.

## Historique
La chapelle est située dans le département français du Nord, sur la commune de Vred, au croisement de la rue Edmond-Simon et de la Vieille-Église. Il existe d'autres chapelles à Vred, comme Saint-Roch et Notre-Dame-d’Assistance.